# اقتصاد مکزیک
اقتصاد مکزیک یک اقتصاد بازار در حال توسعه است. طبق گزارش صندوق بین‌المللی پول، این کشور پانزدهمین کشور از نظر تولید ناخالص داخلی اسمی و سیزدهمین از نظر برابری قدرت خرید در جهان است. از زمان بحران سال ۱۹۹۴ میلادی، مدیریت‌های مبانی اقتصاد کلان این کشور، اقتصاد مکزیک را بهبود بخشیده‌ است. مکزیک به‌طور قابل توجهی تحت تأثیر بحران سال ۲۰۰۲ آمریکای جنوبی قرار نگرفت و پس از یک دوره کوتاه رکود در سال ۲۰۰۱ میلادی، نرخ رشد مثبت، هرچند پایین را حفظ کرد. با این حال، مکزیک یکی از کشورهای آمریکای لاتین بود که بیشتر از رکود اقتصادی سال ۲۰۰۸ متأثر شد و تولید ناخالص داخلی آن در آن سال بیش از ۶ درصد کاهش یافت.
اقتصاد مکزیک ثبات اقتصاد کلان بی‌سابقه ای داشته‌است و تورم و نرخ‌های بهره به پایین‌ترین حد کاهش داده شده‌اند. با وجود این، شکاف‌های قابل توجهی بین جمعیت شهری و روستایی، ایالت‌های شمالی و جنوبی، و فقیر و غنی وجود دارد. برخی از مسائل حل نشده شامل ارتقای زیرساخت‌ها، نوسازی نظام مالیاتی و حقوق کار و کاهش نابرابری درآمدی است. درآمدهای مالیاتی مکزیک، مجموعاً ۱۹٫۶ درصد از تولید ناخالص داخلی آن کشور در سال ۲۰۱۳، و کمترین میزان در بین ۳۴ کشور آن زمان OECD بوده است. از سال ۲۰۲۲ تا کنون OECD دارای ۳۸ عضو است.
اقتصاد مکزیک شامل بخش‌های صنعتی و خدماتی مدرن به سرعت در حال توسعه، با افزایش مالکیت خصوصی است. دولت‌های اخیر رقابت را در بنادر، راه‌آهن، مخابرات، تولید برق، توزیع گاز طبیعی و فرودگاه‌ها با هدف ارتقای زیرساخت‌ها گسترش داده‌اند. به عنوان یک اقتصاد صادرات محور، بیش از ۹۰ درصد تجارت مکزیک تحت قراردادهای تجارت آزاد (FTAs) با بیش از ۴۰ کشور از جمله اتحادیه اروپا، ژاپن، اسرائیل و بیشتر آمریکای مرکزی و جنوبی است. تأثیرگذارترین FTA توافقنامه ایالات متحده، مکزیک و کانادا (USMCA) است که در سال ۲۰۲۰ اجرایی شد و در سال ۲۰۱۸ توسط دولت‌های ایالات متحده، کانادا و مکزیک امضا شد. در سال ۲۰۰۶، تجارت با دو شریک شمالی مکزیک تقریباً ۹۰ درصد از صادرات و ۵۵ درصد از واردات آن را تشکیل ‌می‌داده است. اخیراً کنگره اصلاحات مهم مالیاتی، حقوق بازنشستگی و قضایی را تصویب کرد. اصلاحات در صنعت نفت مکزیک در حال حاضر در حال بحث است. در سال ۲۰۱۶، مکزیک دارای ۱۶ شرکت در فهرست فوربز جهانی ۲۰۰۰ بود.

## نگارخانه، نمودارها و جدول‌های مرتبط

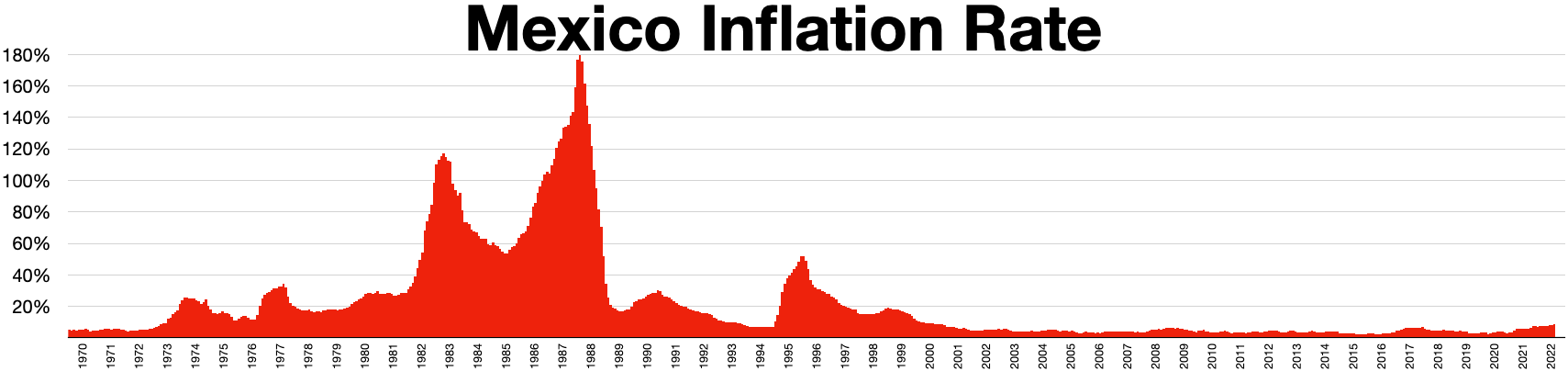
نرخ تورم مکزیک ۱۹۷۰-۲۰۲۲
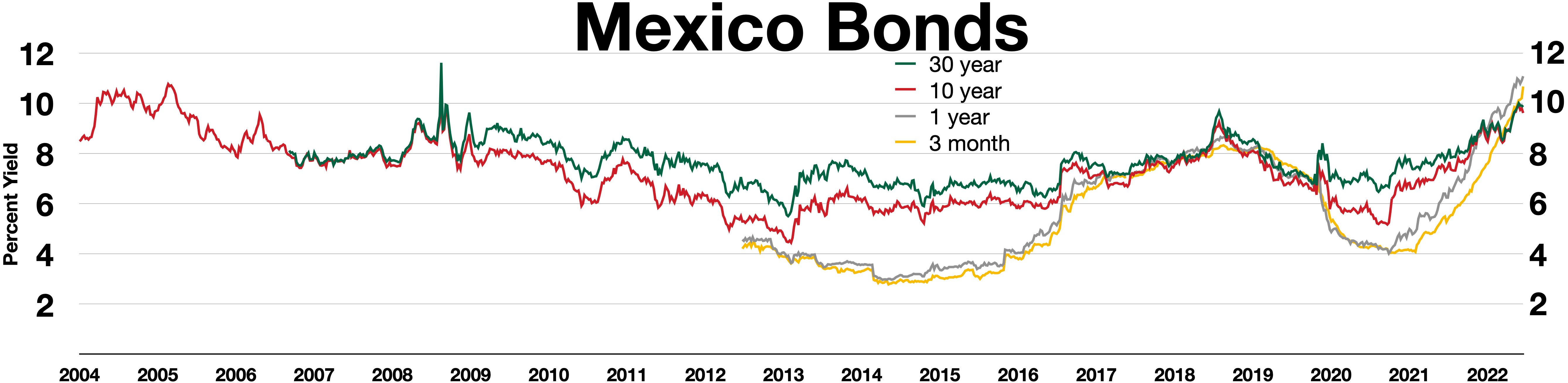
اوراق قرضه مکزیک
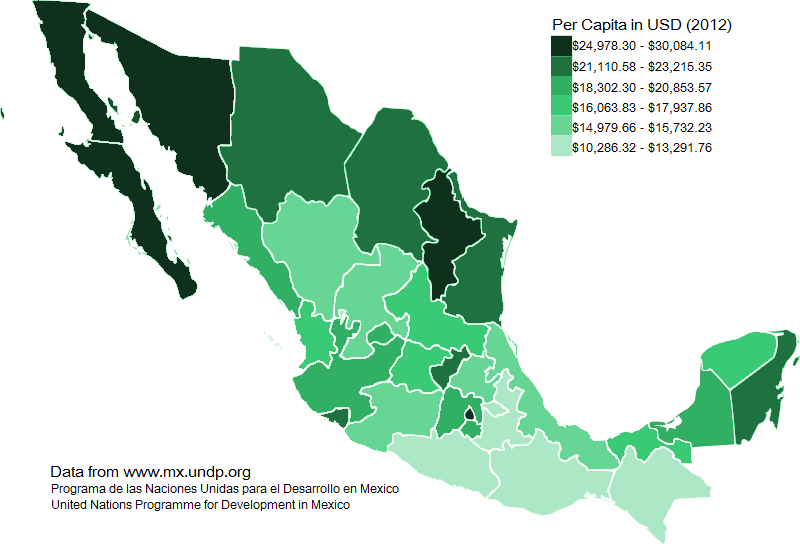
تولید ناخالص داخلی سرانه ایالات مکزیک به دلار، ۲۰۱۲.
کشورهایی که مکزیک با آنها قرارداد تجارت آزاد امضا کرده‌است